# Ich + Ich

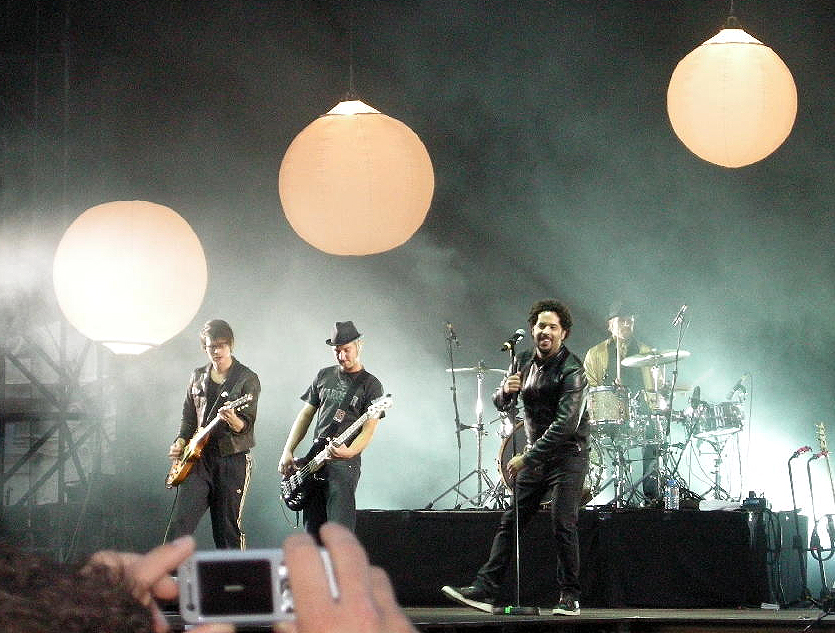
Ich + Ich en concert à Salem, Allemagne

Ich + Ich (en français Moi + Moi) est un duo musical allemand constitué de Annette Humpe et Adel Tawil. Les deux membres se sont rencontrés en 2002 dans un studio d'enregistrement à Berlin.

## Discographie

### Albums
- 2005 : Ich + Ich
- 2008 : Vom selben Stern
- 2009 : Gute Reise

### Singles
- 2004 : Geht’s dir schon besser?
- 2005 : Du erinnerst mich an Liebe
- 2005 : Dienen
- 2005 : Umarme Mich
- 2007 : Vom selben Stern
- 2008 : Stark
- 2008 : So soll es bleiben
- 2009 : Pflaster (classé #1 en Allemagne semaine 47 de 2009[1])
- 2009 : Universum